# Moala
Moala ist eine Insel vulkanischen Ursprungs im Südwesten des Lau-Archipels im Pazifischen Ozean. Politisch gehört sie zur Eastern Division des Inselstaates Fidschi.

## Geographie
Moala ist die nördlichste Insel in der nach ihr benannten Moala Group, einer Gruppe von drei Atollen, die den südwestlichen Bereich des Lau-Archipels bilden. Die Insel befindet sich rund 40 km nordwestlich von Totoya, 55 km nordöstlich von Matuku sowie 70 km südöstlich von Gau, der größten Inseln der Lomaiviti-Inseln. Moala liegt – neben Matuku – als einzige Insel des Archipels westlich des 180. Längengrades. Die ambossförmige Insel ist 13 km lang, bis zu 11 km breit und weist eine Fläche von 62,5 km² auf, was sie zur größten Insel des Lau-Archipels macht. Sie bildet die vulkanische Zentralinsel eines vergleichsweise jungen Atolls und ist unvollständig von einem Korallenriff umsäumt. Die hügelige Insel ist bewaldet und erreicht im Delaimoala eine Höhe von 468 m über dem Meer.

## Verwaltung
Moala bildet einen der 13 traditionellen Distrikte (Fidschi: Tikina) der Provinz Lau und gliedert sich in die acht Dörfer (Fidschi: Koro) Naroi (Nordosten), Nasoki (Südosten), Keteira, Vunuku, Cakova (Südwesten), Vadra, Maloku (Norden) und Muaikacuni. Hauptort der Insel ist Naroi im Nordosten; dort befindet sich auch der Flughafen der Insel (IATA-Code: MFJ, ICAO-Code: NFMO).

## Einwohnerentwicklung
- 1840: ca. 900
- 1891: 743
- 1921: 665
- 1936: 851
- 1946: 1027[3]

## Wirtschaft
Es werden Kokosnüsse angebaut und Kava (in Fidschi Yaqona genannt) hergestellt.